# (3999) Aristarchus
(3999) Aristarchus (1989 AL) – planetoida z pasa głównego asteroid okrążająca Słońce w ciągu 3,86 lat w średniej odległości 2,46 j.a. Odkryta 5 stycznia 1989 roku.